# Niedźwiady (powiat nakielski)
Niedźwiady – wieś w Polsce położona w województwie kujawsko-pomorskim, w powiecie nakielskim, w gminie Szubin.

## Podział administracyjny
W latach 1975–1998 miejscowość należała administracyjnie do województwa bydgoskiego.

## Demografia
Według Narodowego Spisu Powszechnego (III 2011 r.) liczyła 76 mieszkańców. Jest 35. co do wielkości miejscowością gminy Szubin.

## Obserwatorium astronomiczne
We wsi zlokalizowano obserwatorium astronomiczne. Od lipca 2001 r. zarządza nim i kieruje PPSAE (Pałucko-Pomorskie Stowarzyszenie Astronomiczno-Ekologiczne Grupa Lokalna).